# Gymnomuraena zebra
Gymnomuraena zebra, conosciuta comunemente come murena zebra, nonché unico esponente del genere Gymnomuraena, è un pesce marino appartenente alla famiglia Muraenidae.

## Distribuzione e habitat
Questa specie è diffusa nelle acque tropicali delle barriere coralline dell'Indo-Pacifico.

## Descrizione
Presenta un corpo serpentiforme, leggermente compresso ai fianchi, non ricoperto da scaglie. Le pinne pettorali e ventrali sono assenti mentre la pinna dorsale e l'anale si prolungano senza discontinuità dalla testa alla coda mentre sul lato ventrale questa pinna è più corta. La testa è breve, i denti sono lunghi e appuntiti. Le aperture branchiali sono piccole e rotonde. La livrea è bruna scura, tendete al nero, striata verticalmente di bianco.

Raggiunge una lunghezza massima di 150 cm.

## Riproduzione
Sono ermafroditi proterigine: tutti gli esemplari della specie nascono femmine ma cambiano sesso all'aumentare dell'età. La fecondazione è esterna.

## Alimentazione
Sono pesci predatori: si nutrono di pesci, ricci di mare (Echinometra mathaei) e crostacei (soprattutto Etisus).